# Cantone di Derval
Il Cantone di Derval era una divisione amministrativa dell'arrondissement di Châteaubriant.
È stato soppresso a seguito della riforma complessiva dei cantoni del 2014, che è entrata in vigore con le elezioni dipartimentali del 2015.
Comprendeva i comuni di:
- Derval
- Jans
- Lusanger
- Mouais
- Saint-Vincent-des-Landes
- Sion-les-Mines